# Byrrhinus vicinus
Byrrhinus vicinus är en skalbaggsart som först beskrevs av Delève 1968.  Byrrhinus vicinus ingår i släktet Byrrhinus och familjen lerstrandbaggar. Inga underarter finns listade i Catalogue of Life.